# Arsabero
Arsabero ou Arsaber (em grego: Ἀρσαβήρ, do armênio Archavir) foi um nobre bizantino que tentou, sem sucesso, usurpar o trono do Império Bizantino em 808.

## Biografia
Arsabero era um nobre de origem armênia e que detinha o estatuto de patrício na corte bizantina, servindo como questor do palácio sagrado do imperador Nicéforo I, o Logóteta (r. 802–811). Em fevereiro de 808, um grupo de oficiais seculares e eclesiásticos, insatisfeitos com o governo de Nicéforo, formaram uma conspiração e aclamara Arsabero como imperador. Nicéforo, porém, descobriu o complô e prendeu os participantes, que foram surrados, tiveram suas propriedades confiscadas e acabaram exilados. Arsabero foi tonsurado e enviado para um mosteiro na Bitínia. A filha dele, Teodósia, era esposa do futuro imperador Leão V, o Armênio (r. 813–820), que era, na época, um general e, até o complô, gozara das graças do imperador. Ele foi exilado por um time, provavelmente por suas ligações com Arsabero.